# باغ
الباغي لغة الظالم المتجاوز عن الحد، وشرعا الخارج عن طاعة الإمام الحق—وهو الذي استجمع شرائط صحة الإمامة من الإسلام والحرية والعقل والبلوغ والعدالة وصار إماما ببيعة المسلمين وهم رضوا إمامته ويريد إعلاء كلمة الإسلام وتقوية المسلمين ويؤمن منهم دماءهم وأموالهم وفروجهم ويأخذ العشر والخراج على الوجه المشروع ويعطي حق الخطباء والعلماء والقضاء والمفتين والمتعلمين والحافظين وغير ذلك من بيت المال ويكون عدلا مأمونا مشفقا لينا على المسلمين. ومن لم يكن كذلك فليس بإمام حق فلا يجب إعانته بل يجب قتاله والخروج عليه حتى يستقيم أو يقتل.